# Claude François de Malet
Claude François de Malet (28. června 1754 v Dole, Franche-Comté — 29. října 1812 Paříž) byl francouzský generál.
Malet vstoupil v 16 letech věku do armády. Revoluci přivítal s nadšením a roku 1790 se postavil do čela národní gardy. Později odešel jako kapitán k Rýnské armádě a roku 1799 byl brigádním generálem Alpské armády. V roce 1805 působil v Itálii a stal se guvernérem Pavie. Jelikož se netajil svými radikálně republikánskými názory a zaujímal protinapoleonský postoj, byl místa zbaven roku 1807 a později i zatčen a v letech 1808–1812 vězněn. Během Napoleonova ruského tažení roku 1812 byl přesvědčen, že nadešel čas k realizaci jeho dlouho připravovaného plánu svržení Napoleona. V noci z 22. na 23. října 1812 se mu podařilo uprchnout z vězení společně s knězem Pierrem Lafonem. Po krátké přípravě a spojení s komplici, převlečeni v uniformách získali důvěru v blízkých kasárnách gardy a dostali doprovod. Následně se rozdělili do tří proudů. Generál Maximin-Joseph Guidal navštívil ministra policie generála Savaryho (vévodu z Roviga) a pokoušel se jej zatknout, generál Lahorie pak obsadil pařížskou radnici a sám Malet vyhledal pařížského posádkového velitele, kterým byl divizní generál Augustin Hullin a oznámil mu smrt císaře a zřízení prozatímní vlády. Zkušenému Hullinovi však byly okolnosti i jednání povstalců podezřelé a proto nechal svými adjutanty všechny protagonisty zatknout, což se po krátkém zápasu podařilo. Již následující den byl Malet a jeho společníci generálové Emmanuel Maxmilien Guidal a Victor Claude Fanneau de Lahorie postaveni před vojenský soud za předsednictví hraběte Jean-Francois-Aimé Dejeana. Byli odsouzeni k trestu smrti a 29. října 1812 zastřeleni.